# Baillie Gifford
Baillie Gifford & Co est une société de gestion de placements détenue entièrement par des associés, qui travaillent tous au sein de la société. Elle a été fondée à Édimbourg, en Écosse, en 1908 et a toujours son siège social dans la ville. Elle possède des bureaux à New York et à Londres.

## Histoire
Baillie & Gifford WS a été créée en 1907 en tant que partenariat entre le lieutenant-colonel Augustus Baillie et Carlyle Gifford . Au départ, il s'agissait d'un cabinet d'avocats, mais le climat financier de l'époque a conduit l'entreprise à se tourner vers l'investissement en 1908. En 1909, Baillie & Gifford créèrent la Straits Mortgage and Trust Company Limited pour prêter de l'argent aux planteurs de caoutchouc en Malaisie et à Ceylan.
La Straits Mortgage and Trust Company Limited a été rebaptisée The Scottish Mortgage and Trust Limited en 1913, et cela a été suivi par l'introduction de plusieurs autres fiducies d'investissement . Les clients et le personnel de Baillie Gifford sont sortis relativement indemnes de la Première Guerre mondiale, et les « années folles » ont donné à Gifford de nombreuses opportunités d'étendre les activités d'investissement de la société. En 1927, la transition de Baillie & Gifford WS d'un cabinet d'avocats à des activités d'investissement institutionnel puis à une société de gestion de fiducies d'investissement s'est achevée avec la création de Baillie Gifford & Co.
Baillie Gifford a repris la direction de Monks Investment Trust et de deux autres sociétés liées en 1931. L'entreprise continue de croître régulièrement jusqu'au déclenchement de la Seconde Guerre mondiale.
Baillie mourut en 1939 et, l'année suivante, Gifford fut affecté à New York pour des affaires avec le gouvernement britannique. Cependant, l’entreprise a survécu à la guerre et au climat d’investissement difficile qui a suivi. Après une période de forte croissance du personnel et de la clientèle du cabinet, Gifford prend sa retraite en 1965 à l'âge de 84 ans. Baillie Gifford est sortie d'une nouvelle période de faiblesse économique au Royaume-Uni dans les années 1970 avec une position renforcée par la croissance du montant d'argent qu'elle gérait pour le compte de ses clients.
Les actifs sous gestion ont continué à croître fortement au cours des années 1990. L'entreprise a modifié la structure de gestion lorsqu'elle est revenue à des associés principaux conjoints.
Au moment de son centenaire en 2008, Baillie Gifford possédait des bureaux à New York et à Londres en plus de son siège social à Édimbourg et gérait plus de 50 milliards de livres sterling. Parmi ses clients figuraient cinq des sept plus grands fonds de pension aux États-Unis et la société avait également attiré des volumes d'affaires importants en provenance du Japon et d'Australie, tout en continuant de faire des incursions dans d'autres régions de l'Extrême-Orient et du Moyen-Orient. Baillie Gifford parraine le prix Baillie Gifford pour les livres de non-fiction.
En 2015, Baillie Gifford a ouvert un bureau à Hong Kong sous la filiale Baillie Gifford Asia (Hong Kong) Limited 百利亞洲(香港)有限公司.
La société a lancé le Baillie Gifford US Growth Trust en 2018 et, après que Baillie Gifford ait assuré la gestion de Witan Pacific Investment Trust plc en 2020, cette dernière fiducie a annoncé qu'elle changerait son nom en Baillie Gifford China Growth Trust. Après un rachat le 31 mars 2022, Baille Gifford devient le premier actionnaire de Ginkgo Bioworks.

## Voir également
Fiducies d'investissement gérées par Baillie Gifford :
- Baillie Gifford Japan Trust
- Baillie Gifford Shin Nippon
- Fiducie de croissance américaine Baillie Gifford
- Baillie Gifford Fonds de croissance européen
- Fiducie d'investissement mondiale d'Édimbourg
- Fiducie d'investissement des moines
- Fiducie d'investissement Pacific Horizon
- Société d'investissement américaine écossaise
- Fiducie d'investissement hypothécaire écossaise